# Meisterschaft von Zürich 1970
Il Meisterschaft von Zürich 1970, cinquantasettesima edizione della corsa, si svolse il 4 maggio 1970 su un percorso di 239 km. Venne vinto dal belga Walter Godefroot, che terminò in 6h09'55".

## Ordine d'arrivo (Top 10)
| Pos. | Corridore           | Squadra      | Tempo    |
| ---- | ------------------- | ------------ | -------- |
| 1    | Herman Van Springel | Mann-Grundig | 6h09'55" |
| 2    | Frans Mintjens      | Faemino      | a 18"    |
| 3    | André Dierickx      | Flandria     | a 1'22"  |
| 4    | Ronald De Witte     | Mann-Grundig | s.t.     |
| 5    | Georges Pintens     | Mann-Grundig | a 1'43"  |
| 6    | Gerard Vianen       | Caballero    | a 1'46"  |
| 7    | Jan Krekels         | Caballero    | a 1'57"  |
| 8    | Joseph Bruyère      | Faemino      | s.t.     |
| 9    | Dino Zandegù        | Salvarani    | s.t.     |
| 10   | Jan Harings         | Caballero    | s.t.     |